# جیانی جونویل
جیانی جونویل (انگلیسی: Giany Joinville؛ زادهٔ ۱ ژوئیهٔ ۱۹۸۴) بازیکن فوتبال اهل فرانسه است.
از باشگاه‌هایی که در آن بازی کرده‌است می‌توان به باشگاه فوتبال آژاکسیو اشاره کرد.